# Thelegdy Borbála
Thelegdy Borbála (? – 1616. március 31.) Thelegdy Mihály és Bánffy Zsófia leánya, Rákóczi Zsigmond erdélyi fejedelem harmadik felesége.

## Élete
Chapy Kristóf felesége volt, majd 1596-ban férjének régi barátjával, báró Rákóczi Zsigmonddal kötött házasságot. Chapy Kristóftól született kiskorú leányát, Chapy Zsuzsannát hozta magával második házasságába. Rákóczi nagyon megszerette az asszonyt, és élete végéig becsülte. Jó anyja lett a Rákóczi-gyermekeknek. A gyulafehérvári országgyűlés Rákóczit 1607. február 11-én fejedelemmé választotta, azonban már a következő év márciusában lemondott a trónról Báthory Gábor javára, és Felsővadászra vonult vissza, ahol nem sokkal később, december 5-én meg is halt. Végrendeletében bőkezűen gondoskodott feleségéről. Az özvegy Thelegdy Borbála férjének előző házasságából született három fiával maradt, akik ekkor még kiskorúak voltak. Az árvák gyámságát rövid ideig apjuk unokaöccse, Rákóczi Lajos látta el. A két idősebb Rákóczi-fiú, György és Zsigmond reformátusok maradtak, míg Pál mostohaanyja hatására a római katolikus vallásra tért át.